# Andrzej Jasiński (pianista)

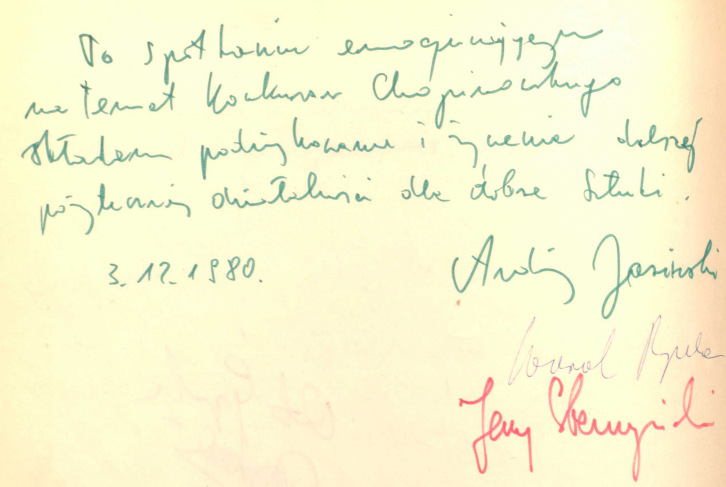
Dedykacja Andrzeja Jasińskiego w Kronice Klubu Związków i Stowarzyszeń Twórczych

Andrzej Jasiński (ur. 23 października 1936 w Częstochowie) − polski pianista, profesor i pedagog, juror konkursów pianistycznych na świecie.

## Życiorys
Po ukończeniu Średniej Szkoły Muzycznej w Częstochowie studiował pod kierunkiem Władysławy Markiewiczówny w Państwowej Wyższej Szkole Muzycznej w Katowicach (obecnie Akademia Muzyczna), uzyskując dyplom z wyróżnieniem w roku 1959. W latach 1960–1961 studiował w Paryżu, pod kierunkiem Magdy Tagliaferro. W roku 1960 uzyskał I nagrodę na Międzynarodowym Konkursie Pianistycznym im. Marii Canals w Barcelonie. Po debiucie solistycznym z Orkiestrą RAI w Turynie, pod dyrekcją Carla Zecchiego, występował wielokrotnie w ZSRR, Niemczech, Francji, Urugwaju, Japonii. Dokonał nagrań archiwalnych z udziałem WOSPRiT. 
Od roku 1961 prowadzi działalność pedagogiczną w swej macierzystej uczelni, Akademii Muzycznej w Katowicach, w latach 1973–1996 kierując Katedrą Fortepianu. W latach 1973–1981 prowadził także klasę fortepianu w Stuttgarcie. 
Wykształcił grono pianistów, wśród nich Krystiana Zimermana, Krzysztofa Jabłońskiego, Zbigniewa Raubo, Joannę Domańską, Magdalenę Lisak, Rafała Łuszczewskiego, Beatę Bilińską, Piotra Banasika, Łukasza Trepczyńskiego, Mateusza Borowiaka, Wojciecha Kocyana i innych.
Prowadzi kursy pianistyczne m.in. w Letniej Akademii „Mozarteum” w Salzburgu i w Akademii Pianistycznej „Incontri col Maestro” w Imoli. Był członkiem jury wielu międzynarodowych konkursów pianistycznych, m.in. w Warszawie (jako przewodniczący komisji XIV, XV i XVI Międzynarodowego Konkursu Pianistycznego im. Fryderyka Chopina), Bolzano (Międzynarodowy Konkurs Pianistyczny im. Ferruccio Busoniego w Bolzano), Brukseli (Międzynarodowy Konkurs Muzyczny im. Królowej Elżbiety Belgijskiej), Fort Worth (Międzynarodowy Konkurs Pianistyczny im. Van Cliburna), Moskwie (Międzynarodowy Konkurs Muzyczny im. Piotra Czajkowskiego), Leeds (Międzynarodowy Konkurs Pianistyczny w Leeds), Utrechcie, Dortmundzie, Zwickau, Pekinie, Pretorii, Seulu i Tokio.
14 grudnia 2006 roku został uhonorowany tytułem doktora honoris causa Akademii Muzycznej w Katowicach, a w maju 2007 Uniwersytetu Muzycznego Fryderyka Chopina w Warszawie. 
W 1995 został laureatem Nagrody im. Karola Miarki, w 2007 Nagrody im. Wojciecha Korfantego przyznanej przez Związek Górnośląski, a w 2010 nagrody Lux ex Silesia. W październiku 2005 został uhonorowany przez Ministra Kultury Złotym Medalem „Zasłużony Kulturze Gloria Artis”. 11 września 2019 roku nadano mu tytuł honorowego obywatela Katowic. W 2019 otrzymał Doroczną Nagrodę Ministra Kultury i Dziedzictwa Narodowego.